# Charlie i Lola
Charlie i Lola (ang. Charlie and Lola) – brytyjski serial animowany bazujący na książkach autorstwa Lauren Child. Przeznaczony jest dla dzieci w wieku od 4 do 6 lat. Światowa premiera odbyła się 7 listopada 2005 roku w stacji CBeebies w Wielkiej Brytanii. W Polsce emitowany był od 14 stycznia 2008 roku do 31 maja 2023 roku na kanale CBeebies, a w latach 2016–2018 pokazywany był także na kanale TVP ABC.
Na terenie Wielkiej Brytanii wszystkie odcinki serialu dostępne są w usłudze BBC iPlayer.

## Fabuła
Charlie ma siedem lat. Ma mała siostrzyczkę Lolę, która jest bardzo zabawna, ma prawie pięć lat, uwielbia różowe mleko i dokładnie wie, co chce robić, a czego nie. Często Charlie musi ją przekonywać do czegoś innego i uczyć ją o świecie. Każdy z 12-minutowych odcinków opiera się na jednej z serii nagrodzonych książek Lauren Child, powołując ją do życia przy pomocy animacji, wyciętych sylwetek, fotomontażu i filmów archiwalnych.

## Wersja polska

### Odcinki 1-78 i S1
Wersja polska: na zlecenie BBC Worldwide –
- Master Film (odc. 1-39),
- Studio Sonica (odc. 40-52),
- Start International Polska (odc. 53-78, S1)

Reżyseria:
- Ilona Kuśmierska (odc. 1-39),
- Magdalena Gnatowska (odc. 40-52),
- Anna Apostolakis (odc. 53-78, S1)

Dialogi:
- Magdalena Dwojak (odc. 1-39, 57-78, S1),
- Katarzyna Sobczyńska (odc. 40-52),
- Joanna Serafińska (odc. 53-56)

Dźwięk:
- Urszula Ziarkiewicz-Kuczyńska (odc. 1-39),
- Jarek Wójcik (odc. 40-52),
- Anna Żarnecka (odc. 40-52),
- Maciej Sapiński (odc. 40-52),
- Michał Skarżyński (odc. 53-78, S1)

Montaż:
- Paweł Siwiec (odc. 1-13),
- Urszula Ziarkiewicz-Kuczyńska (odc. 14-39),
- Maciej Sapiński (odc. 40-52),
- Michał Skarżyński (odc. 53-78, S1),

Kierownictwo produkcji:
- Romuald Cieślak (odc. 1-39),
- Zbigniew Kozłowski (odc. 40-52),
- Anna Krajewska (odc. 53-78, S1)

Tekst piosenki: Janusz Onufrowicz (odc. 34)
Opracowanie muzyczne: Piotr Gogol (odc. 34)
Wystąpili:
- Małgorzata Steczkowska – Lola (odc. 1-52)
- Magda Kusy – Lola (odc. 53-78, S1)
- Krzysztof Wójcik – Charlie
- Wit Apostolakis-Gluziński – Mark
- Martyna Sommer – Lotta
- Albert Do – Soren Lorenson

i inni
Śpiewała: Magdalena Wasylik (odc. 34)
Lektor:
- Paweł Bukrewicz (odc. 1-39),
- Jerzy Dominik (odc. 40-52),
- Piotr Balazs (odc. 53-78, S1)

### Odcinek S2
W wersji polskiej wystąpili:
- Marcin Pionk – Charlie
- Patrycja Teterycz – Lola
- Tomek Pionk – Morton

i inni
Opracowanie wersji polskiej: Studio Tercja Gdańsk dla Hippeis Media

## Emisja w Polsce
- Sezon 1 (odcinki 1-26) – premiera: 14 stycznia 2008
- Sezon 2 (odcinki 27-39) – premiera: 3 marca 2008
- Sezon 3 (odcinki 39-52) – premiera: 17 czerwca 2008

## Spis odcinków
| Nr                | Polski tytuł                                                               | Angielski tytuł                                       |
| ----------------- | -------------------------------------------------------------------------- | ----------------------------------------------------- |
|                   |                                                                            |                                                       |
| SERIA PIERWSZA    |                                                                            |                                                       |
|                   |                                                                            |                                                       |
| 01                | Nigdy, przenigdy nie zjem pomidora                                         | I Will Not Ever, Never Eat A Tomato                   |
|                   |                                                                            |                                                       |
| 02                | Ja sama                                                                    | I Can Do Anything that’s Everything All On My Own     |
|                   |                                                                            |                                                       |
| 03                | Nie chcę spać                                                              | I’m Not Sleepy and I will not go to bed               |
|                   |                                                                            |                                                       |
| 04                | To moja książka                                                            | But That is My book                                   |
|                   |                                                                            |                                                       |
| 05                | Jestem słońcem                                                             | There is only one sun and that is me!                 |
|                   |                                                                            |                                                       |
| 06                | Zajmiemy się twoim psem                                                    | We Do Promise Honestly We Can Look After Your Dog     |
|                   |                                                                            |                                                       |
| 07                | Wygrałamǃ Ja wygrałemǃ Właśnie, że jaǃ Właśnie, że jaǃ Nie właśnie, że jaǃ | I’ve Won, No I’ve Won No I’ve Won                     |
|                   |                                                                            |                                                       |
| 08                | Mam ładne włosy                                                            | I Like My Hair Completely the Way It Is!              |
|                   |                                                                            |                                                       |
| 09                | A’psik Nie czuję się dobrze                                                | I’m Really Ever So Not Well                           |
|                   |                                                                            |                                                       |
| 10                | Śpieszę się                                                                | I am Hurrying I’m Almost Nearly Ready                 |
|                   |                                                                            |                                                       |
| 11                | Hy! Ale mnie nastraszyłeś                                                  | BOO! Made You Jump!                                   |
|                   |                                                                            |                                                       |
| 12                | Najwspanialszy piknik                                                      | The Most Wonderfullest Picnic in the World            |
|                   |                                                                            |                                                       |
| 13                | To nie ja                                                                  | It Wasn’t Me!                                         |
|                   |                                                                            |                                                       |
| 14                | To tajemnica                                                               | It’s a Secret...                                      |
|                   |                                                                            |                                                       |
| 15                | Uwielbiam odwiedzać dziadków                                               | I Love Going to Granny and Grandpa’s...Is just that   |
|                   |                                                                            |                                                       |
| 16                | Wypadający ząb                                                             | I Do Not Ever, Never Want My Wobbly Tooth to Fall Out |
|                   |                                                                            |                                                       |
| 17                | Uśmiech proszę                                                             | Say Cheese                                            |
|                   |                                                                            |                                                       |
| 18                | Nie lubię pająków                                                          | I’m Just Not Keen on Spiders                          |
|                   |                                                                            |                                                       |
| 19                | Najbardziej lubię śnieg                                                    | Snow is My Favorite and My Best                       |
|                   |                                                                            |                                                       |
| 20                | Tobie się ten prezent nie spodoba tak, jak mnie                            | You Won’t Like this Present as Much as I Do!          |
|                   |                                                                            |                                                       |
| 21                | Muszę wziąć wszystko                                                       | I Must Take Completely Everything                     |
|                   |                                                                            |                                                       |
| 22                | Ja chcę grać                                                               | I Want to Play Music Too                              |
|                   |                                                                            |                                                       |
| 23                | Mam strasznie dużo pracy                                                   | I’m Far Too Extremely Busy                            |
|                   |                                                                            |                                                       |
| 24                | Ja chcę urosnąć                                                            | I Want To Be Much More Bigger Like You                |
|                   |                                                                            |                                                       |
| 25                | Moje miasteczko                                                            | My Little Town                                        |
|                   |                                                                            |                                                       |
| 26                | Ale ja jestem aligatorem                                                   | But I am an Alligator                                 |
|                   |                                                                            |                                                       |
| SERIA DRUGA       |                                                                            |                                                       |
|                   |                                                                            |                                                       |
| 27                | Tutaj nie ma bałaganu                                                      | It is Absolutely and Completely Not Messy             |
|                   |                                                                            |                                                       |
| 28                | Idę na przeszpiegi                                                         | I Spy with My Little Eyes                             |
|                   |                                                                            |                                                       |
| 29                | Magia to ja                                                                | I am Extremely Magic                                  |
|                   |                                                                            |                                                       |
| 30                | To moje przyjęcie                                                          | This is Actually My Party                             |
|                   |                                                                            |                                                       |
| 31                | Jak długo jeszcze?                                                         | How Many More Minutes?                                |
|                   |                                                                            |                                                       |
| 32                | Zbieram zbiór                                                              | I am Collecting a Collection                          |
|                   |                                                                            |                                                       |
| 33                | Moja najlepsza przyjaciółka                                                | My Best Best Bestest Friend                           |
|                   |                                                                            |                                                       |
| 34                | Ja to mam szczęście                                                        | Lucky, Lucky Me                                       |
|                   |                                                                            |                                                       |
| 35                | Ale to moje ukochane buty                                                  | I Just Love My Red Shiny Shoes                        |
|                   |                                                                            |                                                       |
| 36                | Co z tego wyrośnie?                                                        | I Really Wonder What Plant I’m Growing                |
|                   |                                                                            |                                                       |
| 37                | Charlie jest załamany                                                      | Charlie is Broken!                                    |
|                   |                                                                            |                                                       |
| 38                | Będę bardzo uważać                                                         | I Will Be Especially, Very Careful                    |
|                   |                                                                            |                                                       |
| 39                | Ja tak, a ja nie                                                           | Yes I Am No You’re Not                                |
|                   |                                                                            |                                                       |
| 40                | Jestem bardzo, bardzo, bardzo skoncentrowana                               | I Am Really, Really, Really Concentrating             |
|                   |                                                                            |                                                       |
| 41                | Przestań bałaganić proszę!                                                 | Will You Please Stop Messing About                    |
|                   |                                                                            |                                                       |
| 42                | Wspaniale znam się na świnkach morskich                                    | I Completely Know About Guinea Pigs                   |
|                   |                                                                            |                                                       |
| 43                | Co by było, gdybym rozpłynęła się w kosmosie?                              | What if I Get Lost in the Middle of Nowhere?          |
|                   |                                                                            |                                                       |
| 44                | Witajcie w Lololandii                                                      | Welcome to Lolaland                                   |
|                   |                                                                            |                                                       |
| 45                | Czy możesz mnie poczęstować?                                               | Please May I Have Some of Yours?                      |
|                   |                                                                            |                                                       |
| 46                | Czy możesz zapalić światło?                                                | Can You Maybe Turn the Light On?                      |
|                   |                                                                            |                                                       |
| 47                | Będziesz moim przyjacielem                                                 | You Can Be My Friend                                  |
|                   |                                                                            |                                                       |
| 48                | Chciałabym rysować dokładnie tak, jak ty                                   | I Wish I Could Draw Exactly More Like You             |
|                   |                                                                            |                                                       |
| 49                | Nigdy nie zapomnę Cię Gryzku                                               | I Will Not Ever Never Forget You Nibbles              |
|                   |                                                                            |                                                       |
| 50                | Nigdy, przenigdy nie stąpaj na linie                                       | Never Ever Never Step on the Cracks                   |
|                   |                                                                            |                                                       |
| 51                | Troszczymy się o planetę                                                   | Look After Your Planet                                |
|                   |                                                                            |                                                       |
| 52                | Zbyt dużo trudnych słów                                                    | Too Many Big Words                                    |
|                   |                                                                            |                                                       |
| SERIA TRZECIA     |                                                                            |                                                       |
|                   |                                                                            |                                                       |
| 53                | Ja naprawdę koniecznie muszę mieć okulary                                  | I Really Absolutely Must Have Glasses                 |
|                   |                                                                            |                                                       |
| 54                | Grzmoty kompletenie mnie nie przestraszają                                 | Thunder Completely Does Not Scare Me                  |
|                   |                                                                            |                                                       |
| 55                | Ja troszeczkę chcę iść do domu                                             | I Slightly Want to Go Home                            |
|                   |                                                                            |                                                       |
| 56                | Ja się straszliwie całkowicie gotuję                                       | I Am Extremely Absolutely Boiling                     |
|                   |                                                                            |                                                       |
| 57                | Psia szkoła                                                                | I Can Train Your Dog                                  |
|                   |                                                                            |                                                       |
| 58                | Tylko nie puszczaj                                                         | Do Not Ever Never Let Go                              |
|                   |                                                                            |                                                       |
| 59                | W naszym sklepie jest wszystko                                             | Our Shop Sells Everything                             |
|                   |                                                                            |                                                       |
| 60                | Najprzydatniejszy wynalazek na świecie                                     | I Am Inventing a Usefullish Invention                 |
|                   |                                                                            |                                                       |
| 61                | Ale my zawsze tak robimy                                                   | But We Always Do It Like This                         |
|                   |                                                                            |                                                       |
| 62                | Nie mogę opanować czkawki                                                  | I Can’t Stop Hiccupping!                              |
|                   |                                                                            |                                                       |
| 63                | Ja słucham i wszystko słyszę                                               | I Am Completely Hearing and Also Listening            |
|                   |                                                                            |                                                       |
| 64                | Nie podoba mi się ten prezent                                              | But I Don’t Really Like This Present                  |
|                   |                                                                            |                                                       |
| 65                | Umiem tańczyć jak tancerka                                                 | I Can Dance Like a Dancer                             |
|                   |                                                                            |                                                       |
| 66                | Na pomoc! Naprawdę!                                                        | Help! I Really Mean It!                               |
|                   |                                                                            |                                                       |
| 67                | Ja bym go chciała zatrzymać!                                               | I Would Like to Actually Keep It                      |
|                   |                                                                            |                                                       |
| 68                | Kiedy pada to jest nudno                                                   | It’s Raining, It’s Boring                             |
|                   |                                                                            |                                                       |
| 69                | Jestem grzeczna Goody                                                      | I Am Goody the Good                                   |
|                   |                                                                            |                                                       |
| 70                | To wyjątkowe i bardzo cenne                                                | It Is Very Special and Extremely Ancient              |
|                   |                                                                            |                                                       |
| 71                | Jak się ubrać na święto duchów?                                            | What Can I Wear for Halloween?                        |
|                   |                                                                            |                                                       |
| 72                | Przecież Mark to najlepszy przyjaciel Charliego!                           | But Marv Is Absolutely Charlie’s Best Friend          |
|                   |                                                                            |                                                       |
| 73                | Zaczynam nową modę                                                         | I Am Making a Craze                                   |
|                   |                                                                            |                                                       |
| 74                | Ale gdzie my właściwie jesteśmy?                                           | But Where Completely Are We?                          |
|                   |                                                                            |                                                       |
| 75                | Kiedy ja naprawdę, naprawdę chcę łyżwy!                                    | I Really, Really Need Actual Ice Skates               |
|                   |                                                                            |                                                       |
| 76                | Chciałbym robić to i tamto też!                                            | I Wish I Could do that, and also that too             |
|                   |                                                                            |                                                       |
| 77                | Ja uratuję pandę!                                                          | I Am Going to Save a Panda                            |
|                   |                                                                            |                                                       |
| 78                | Nie mam z kim się bawić                                                    | I’ve Got Nobody to Play With                          |
|                   |                                                                            |                                                       |
| ODCINKI SPECJALNE |                                                                            |                                                       |
|                   |                                                                            |                                                       |
| S1                | Ile jeszcze minut do Gwiazdki                                              | How Many More Minutes Until Christmas?                |
|                   |                                                                            |                                                       |
| S2                | Wszystko jest inne, a nie takie samo                                       | Everything Is Different and Not the Same              |
|                   |                                                                            |                                                       |

## Nagrody i nominacje
| Rok       | Kategoria                                                                                 | Plebiscyt                                           |
| --------- | ----------------------------------------------------------------------------------------- | --------------------------------------------------- |
|           |                                                                                           |                                                     |
| NAGRODY   |                                                                                           |                                                     |
|           |                                                                                           |                                                     |
| 2007      | Najlepszy utwór muzyczny (David Schweitzer, John Greswell)                                | Nagroda RTS Craft i Design                          |
|           |                                                                                           |                                                     |
| 2007      | Odcinek I Will Be Especially, Very Careful [pol. Będę bardzo uważać] (Kitty Taylor)       | Międzynarodowy Festiwal Filmów Animowanych w Annecy |
|           |                                                                                           |                                                     |
| 2008      | Najlepszy serial animowany dla dzieci w wieku przedszkolnym (Claudia Lloyd, Kitty Taylor) | Nagroda Brytyjskiej Akademii Filmowej               |
|           |                                                                                           |                                                     |
| NOMINACJE |                                                                                           |                                                     |
|           |                                                                                           |                                                     |
| 2006      | Najlepszy scenarzysta (Dave Ingham)                                                       | Nagroda Brytyjskiej Akademii Filmowej               |
|           |                                                                                           |                                                     |
| 2007      | Najlepsza animowana produkcja telewizyjna                                                 | Nagroda Annie                                       |
|           |                                                                                           |                                                     |
| 2008      | Wyrózniający się program animowany dla dzieci                                             | Nagroda Daytime Emmy                                |
|           |                                                                                           |                                                     |
| 2008      | Najlepszy scenarzysta (Dave Ingham)                                                       | Nagroda Brytyjskiej Akademii Filmowej               |
|           |                                                                                           |                                                     |

## Wydania DVD w Polsce
W Polsce dystrybucją serialu na nośnikach DVD zajmowało się wydawnictwo Best Film. W sprzedaży dostępne były dwie płyty – z sezonem pierwszym i z sezonem drugim.